# Tomàs Collell i Regolí
Tomàs Collell i Regolí (1798) va ser cantor, instrumentista i mestre de capella. Es va formar amb Francesc Queral a la catedral de Barcelona. Fou mestre de capella de la catedral d'Eivissa i de l'església parroquial de Santa Maria de Mataró. Es conserven obres seves als fons musicals de la capella de música de Santa Maria de Mataró i de Sant Esteve d'Olot. També destaca per algunes composicions guardades a l'arxiu de la seu de Manresa, com la Missa de rèquiem a sis veus amb claus, trompetes, violins i acompanyament, així com altres obres conservades a la parròquia de Sant Esteve d'Olot, a Girona.